# 金华站 (金华轨道交通)
金华站是金华轨道交通金义东线的一座地下车站，位于中华人民共和国浙江省金华市婺城区城北街道双龙北街与人民西路，铁路金华站南侧。2015年6月开工的金华站南广场改造工程即已预留了轨道交通车站施工空间。而本站则于2017年7月28日作为金义线首批标段的一部分开工，施工单位为中铁隧道集团有限公司。

## 车站结构

### 楼层分布
金华站为地下车站，沿双龙南街南北向布置，总建筑面积19662平方米。其中地下一层为站厅层，地下二层为站台层。
| 地面 |          | 出入口                                                            |  |  |
| -1层 | 站厅     | 客服中心、自动售票机                                              |  |  |
| -2层 |          | █ 金义东线往明清宫方向（快车、固定发车时间） （下一站：八一南街） |  |  |
|      | 岛式站台 |                                                                   |  |  |
|      |          | █ 金义东线往秦塘站方向 （下一站：双溪西路）                       |  |  |

### 站厅
金华站车站位于地下一层，设有自动售票机和进出站闸机。客服中心位于站厅西北侧和西南侧。
站厅装修融入了金华出生的画家黄宾虹的多幅作品，以“长卷”形式展现。站厅至金华站的连接通道内还设有艺术文化长廊，装饰有婺州窑、金华火腿、金华酥饼等金华当地特产。
- 站厅
- 站厅金华火腿艺术墙
- 站厅“竹编”艺术墙

### 站台

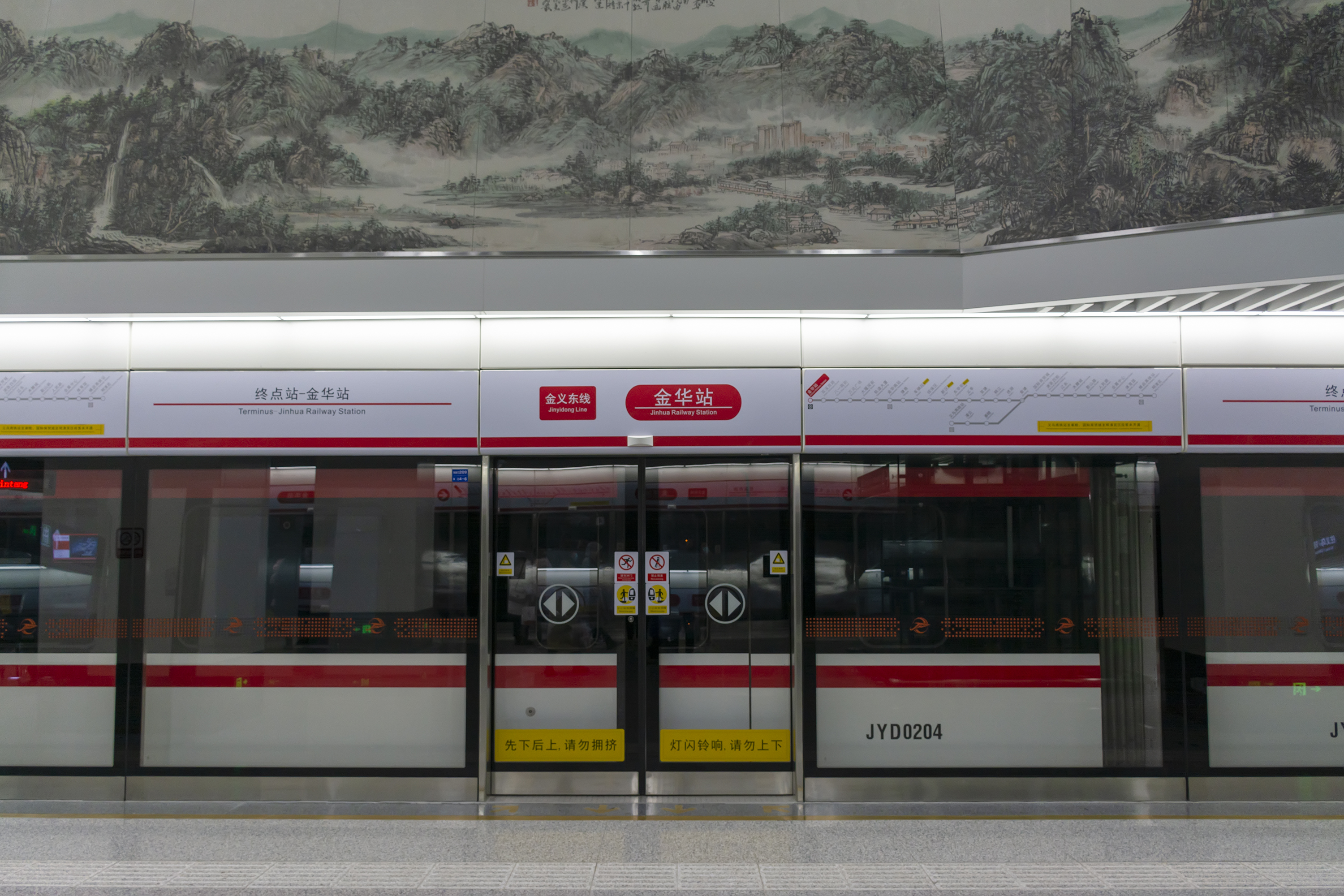
车站站台

金华站站台位于地下二层，设有一座宽12.6米的岛式站台，站台北侧设有卫生间。站前设交叉渡线，金义段列车终到本站后采用站前折返。

### 出入口
金华站共设有5个出入口，另设1条通往金华站南广场地下的换乘通道。
| 编号          | 建议前往的目的地                                                                   | 图片 |
| ------------- | ---------------------------------------------------------------------------------- | ---- |
| A             | 人民西路、双龙北街、昌平路、迪耳路、五一路、后丰路、金华市人民医院人民西路院区     |      |
| B             | 人民西路、双龙北街、迪耳路、双嘉路、双庆路、双阳路、环城西路、金华汽车西站、金华站 |      |
| C             | 人民西路、双龙北街、凤山街                                                         |      |
| D             | 双龙北街、劳动路、源丰路                                                           |      |
| E             | 人民西路、双龙北街、劳动路、五一路                                                 |      |
| 註： 设有电梯 |                                                                                    |      |